# Рюкю (государство)
Государство Рюкю (окин. 琉球國 Ру:чю: куку; яп. 琉球王国 Рю:кю: о:коку; кит. трад. 琉球國, упр. 琉球国, пиньинь Liúqiúguó, палл. Люцюго) — государство с монархической формой правления, существовавшее на Окинаве и островах Рюкю в XV—XIX веках. Государство не было полностью независимым: платило дань Китайской империи, а с 1609 года также признавало сюзеренство даймё хана Сацумы. В 1879 году официально аннексировано Японской империей и преобразовано в префектуру Окинава (небольшая группа островов Амами отошла к Кагосиме).

## История

### Создание государства

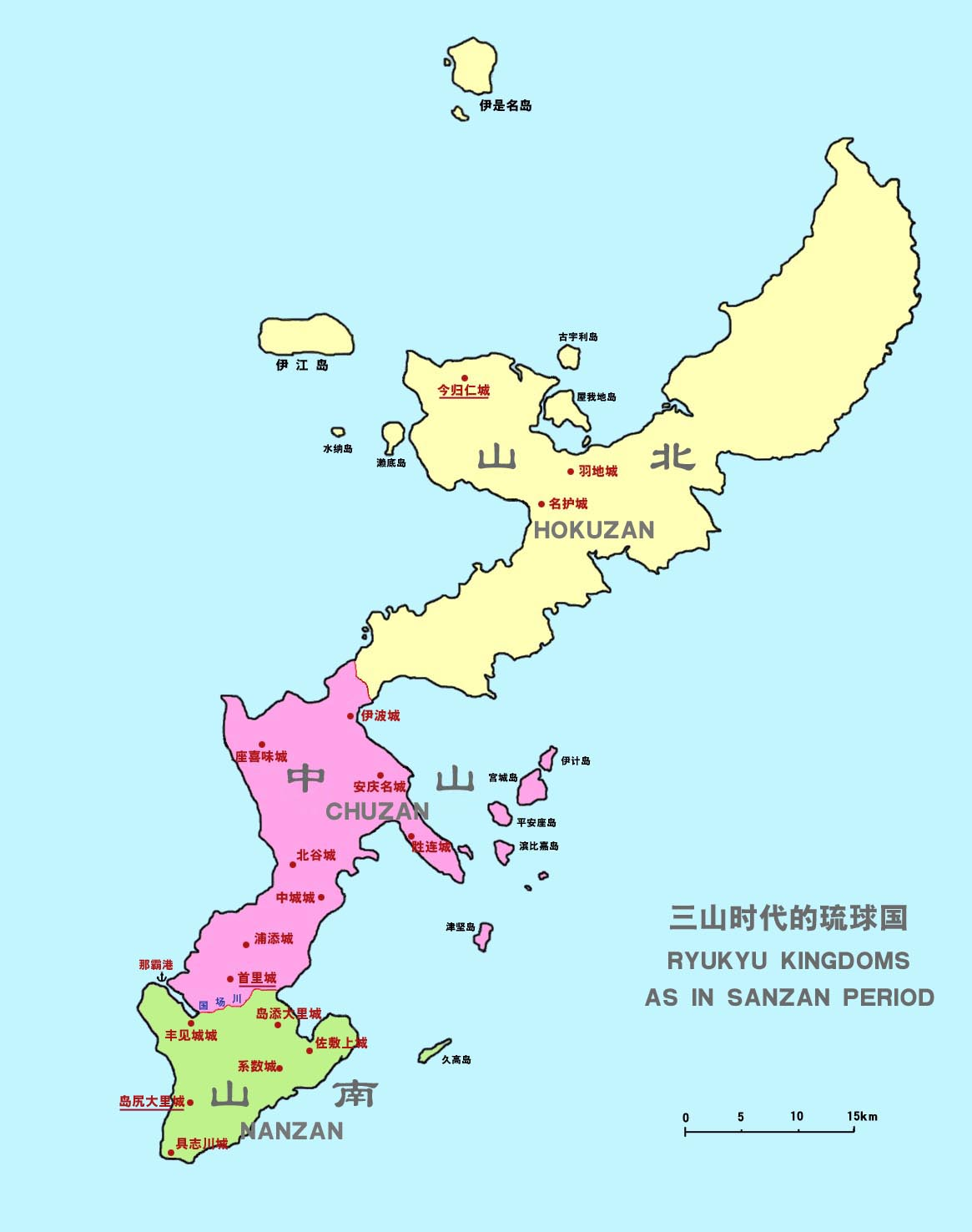
Окинавские княжества Хокудзан, Тюдзан, Нандзан

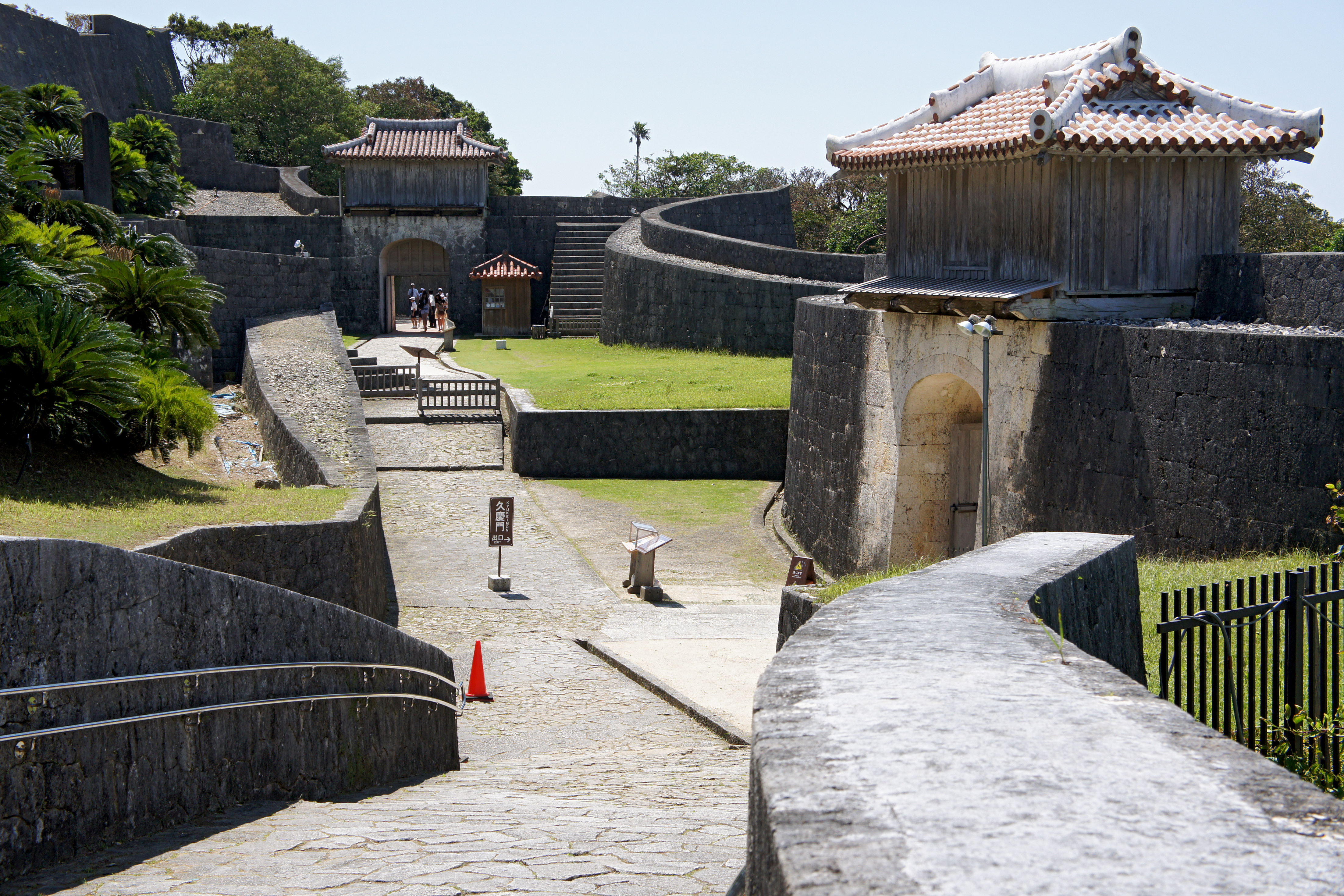
Стены замка Сюри

В XIII—XIV веках, во время периода Сандзан (яп. 三山時代 Сандзан дзидай), на Окинаве было три княжества: Хокудзан (яп. 北山, «Северная Гора»), Нандзан (яп. 南山, «Южная Гора») и Тюдзан (яп. 中山, «Центральная Гора»). Все три княжества были данниками Китая, и все три боролись за власть над островом. В 1416 году Хаси, сын князя Тюдзана и фактический правитель княжества, захватил Хокудзан. Хаси добился благосклонности Китая; в 1421 году, когда Хаси унаследовал престол Тюдзана, китайский император Чжу Ди дал ему фамилию Сё (尚, по-китайски «шан») и титул вана (王, по-рюкюски «о:») — то есть царя или короля — острова. В Рюкю прибыло посольство саппо из Китая. Наконец, в 1429 году Сё Хаси завоевал Нандзан, таким образом впервые объединив весь остров. Он построил замок Сюри и порт Наха, проправив до 1439 года.
Государство постепенно расширялось на соседние острова. К концу XV века ваны Сё правили на всей южной части архипелага Рюкю, а в 1571 году они стали сюзеренами архипелагов Амами и Осима около берегов Кюсю.

### Золотой век Рюкю

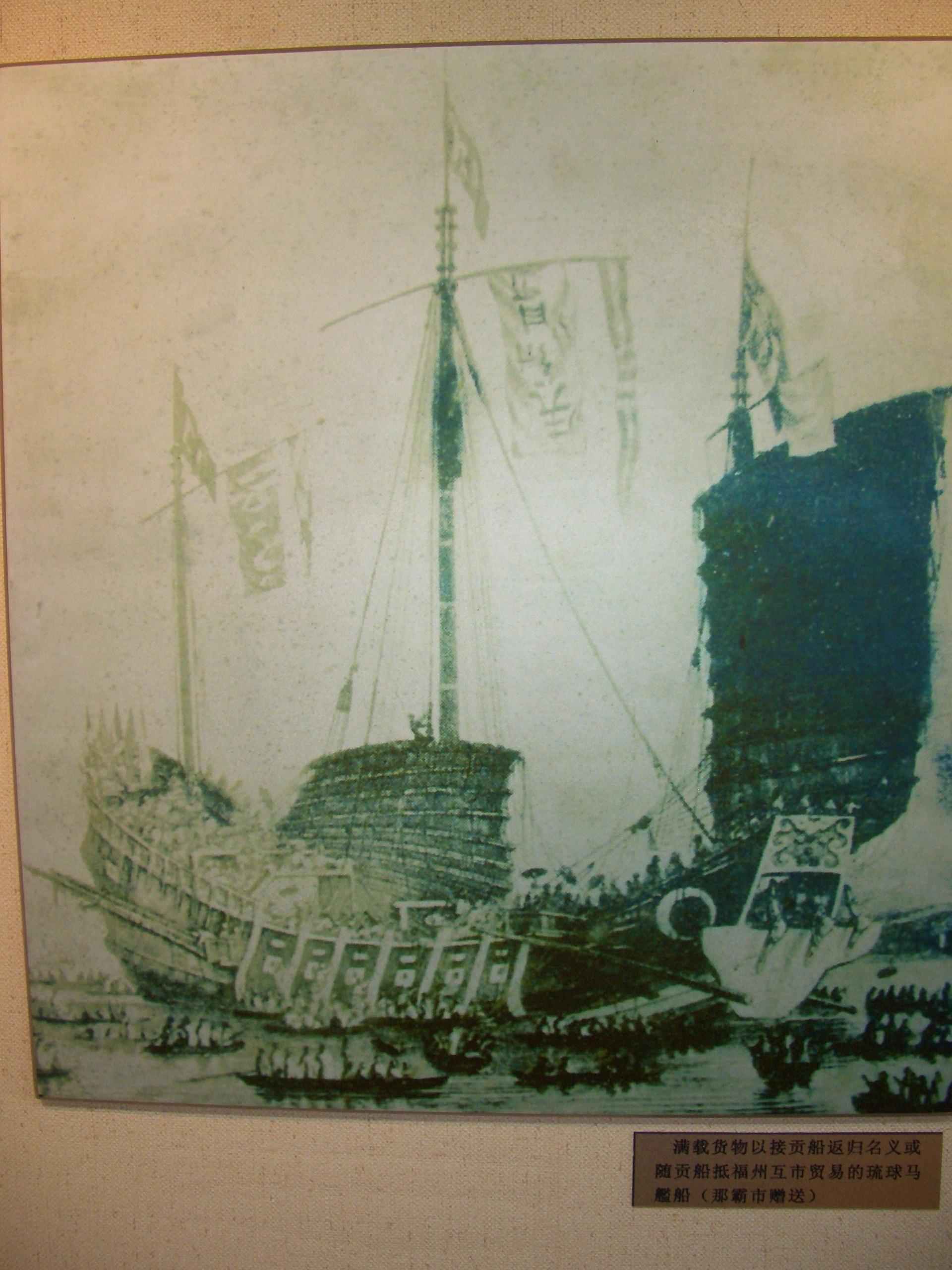
Рюкюская джонка

На архипелаге Рюкю было мало природных ресурсов, поэтому с момента основания государства ваны Сё сделали основным вектором экономического развития морскую торговлю. Рюкюские корабли заходили в порты Китая, Японии, Кореи, Вьетнама, Сиама, Малакки, Явы, Лусона, Суматры и Борнео. Минская политика запрета морской торговли позволяла рюкюским купцам работать на китайском направлении с минимальной конкуренцией, так как запрет не касался Рюкю, поскольку ваны Рюкю платили дань Китаю и не занимались пиратством. Масштабы торговли с Китаем были такими, что ещё в 1439 году император позволил рюкюсцам построить отдельную торговую факторию в Цюаньчжоу.
Рюкю вело мирную внешнюю политику и старалось поддерживать дружественные отношения одновременно со всеми соседями. Если отношения между двумя соседними государствами по какой-то причине портились — например, между Китаем и Японией из-за очередного города, разграбленного японскими пиратами, — то правители Рюкю выступали в роли посредника для перевоза товаров между враждующими сторонами. Таким образом с XIV и до середины XVI века Рюкю было богатым и преуспевающим торговым государством. Со второй половины XVI века конкуренция с португальцами на юге и японцами на севере привела к концу эпохи процветания.

### Начало зависимости от Японии
В XVI веке увеличилось японское культурное влияние. В 1530-х годах в Рюкю появились японские миссионеры, а начиная с 1572 года, окинавцы стали отправляться изучать дзэн-буддизм в храмах Киото. Возник интерес к японскому языку, японской литературе.
Конфликты с Японией начались в 1450 году, когда японский феодал Хосокава Кацумото, правитель Сикоку, захватил рюкюский корабль; подобные инциденты продолжались. Начиная с 1527 года, японские пираты вокоу стали нападать на Окинаву. Для защиты Нахи ванам Рюкю пришлось построить два форта. В 1588 году объединитель Японии Тоётоми Хидэёси потребовал, чтобы государство Рюкю участвовало в походе на Корею и (по планам) дальнейшей войне с Китаем. Сё Нэй, ван Рюкю, решив, что Китай сильнее Японии, не ответил и перестал посылать представителей в Киото.

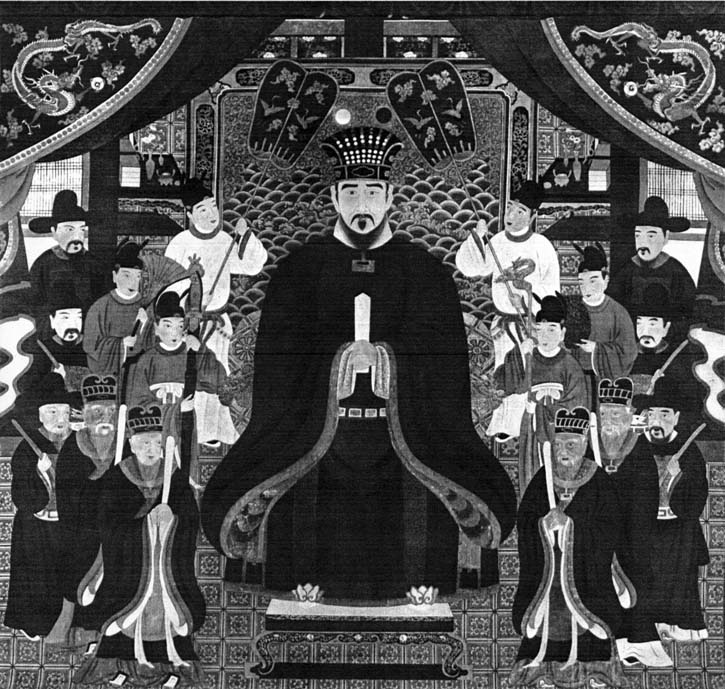
Сё Нэй, ван Рюкю

После битвы при Сэкигахаре в 1600 году власть в Японии перешла Токугаве Иэясу. Даймё, которые воевали против Токугавы при Сэкигахаре, как минимум попали в опалу. В числе опальных феодалов был и Симадзу Ёсихиро, могущественный правитель Сацумы. Под давлением Токугавы Ёсихиро отрекся от власти в пользу своего племянника Симадзу Иэхиса Тадацунэ — но и Тадацунэ не смог сыскать расположение у сёгуна. Не имея возможности ни продвигаться при дворе, ни воевать с дружественными Токугаве северными соседями, новый даймё Сацумы обратил взор на юг, на богатое, но слабовооруженное государство Рюкю.
В 1603 году представитель Сацумы посоветовал Рюкю подчиниться Японии и проявить уважение к сёгуну Токугаве. Сё Нэй отказался. Тогда Симадзу Тадацунэ попросил разрешение у Токугавы наказать Рюкю за грубость по отношению к Японии. В 1606 году Токугава дал согласие, и через три года флот Симадзу отплыл на юг.
Весной 1609 году сацумское войско высадилось на Окинаве, разбило местное гражданское ополчение и разграбило замок Сюри и ванские сокровищницы. Сё Нэй был взят в заложники и отправлен в Японию на два года. В 1611 году, после того, как Сё Нэю было позволено возвратиться на родину, ему и его двору пришлось подписать мирный договор, утверждающий, среди прочего, что государство Рюкю всегда было вассалом Сацумы. Острова Амами и Осима были присоединены к хану Сацуме (по этой причине в современной Японии они входят в префектуру Кагосиму, а не Окинаву), но ванам Сё было дозволено продолжать править остальной частью архипелага Рюкю в рамках, установленных Сацумой. Таким образом, Рюкю оказалось в двойной феодальной зависимости: от китайского императора (связи с Китаем продолжались) и от даймё Сацумы. 
В 1615 году японо-китайские переговоры зашли в тупик; Китай запретил японским кораблям заходить в китайские порты. Благодаря политике сакоку европейские купцы потеряли право заходить в японские порты. Таким образом, основной поток торговли между Японией и Китаем пошел через государство Рюкю, которое и Китай, и Япония считали «своим». Торговля с Китаем была немаловажна для престижа и финансового благополучия даймё Сацумы. Чтобы избежать возможных конфликтов с Китаем, правители Сацумы предписали Рюкю притворяться независимым государством. Жителям Рюкю было запрещено пользоваться японскими именами и одеждой. Представителям Рюкю за рубежом было запрещено упоминать зависимость Рюкю от Сацумы. Японские подданные не имели право посещать Рюкю без правительственного разрешения. Даже рюкюский посол в Эдо был обязан вести переговоры только через переводчика. Ван Рюкю отправлял дипломатическую миссию Эдонобори  в Японию. Китай скоро узнал об истинном положении дел, но игра в независимость Рюкю позволяла всем сохранить лицо и продолжать выгодную торговлю.

На Рюкю из Китая проникли некоторые сельскохозяйственные культуры: батат (1605 год) и сахарный тростник (1623 год).

### Присоединение к Японии

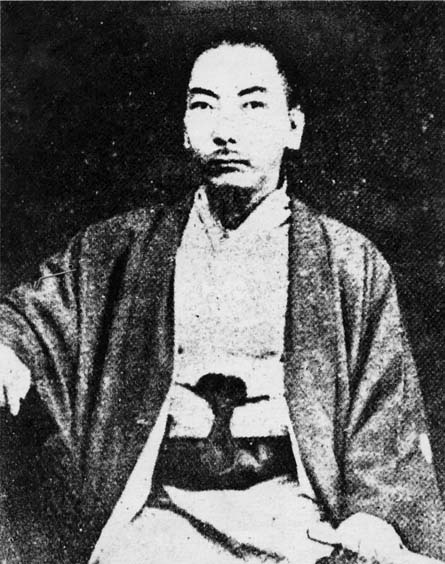
Сё Тай, последний ван Рюкю

В 1866—1869 гг. власть в Японии перешла от сёгуна к императору Мэйдзи. В 1871 году была проведена административная реформа; старые феодальные ханы были реорганизованы в префектуры. Чтобы избежать расчленения западными державами (в 1854 году США заключили торговый договор с Рюкю, как с независимым государством; Россия временно оккупировала Цусиму; до 1875 года Великобритания заявляла о своих правах на Бонинские острова), японским властям требовалось срочно организовать эффективный контроль над вассалами и определить международные границы государства. Острова Рюкю, по планам Японии, необходимо было превратить из смешанного китайско-сацумского вассала в японскую территорию.
В декабре 1871 года буря прибила рюкюскую джонку к южному берегу Тайваня. Аборигены напали на команду корабля и убили 54 человека. Япония решила воспользоваться этим инцидентом как предлогом для отсоединения Рюкю от Китая. Японский посол в Китае потребовал, чтобы китайские власти наказали убийц «японских подданных», и получил ответ, что Китай не несёт ответственность за то, что происходит на восточном побережье Тайваня. Тогда в 1874 году Япония отправила военную экспедицию на Тайвань. Китай поднял протест; в октябре 1874 года Китай и Япония подписали договор, в котором рюкюские моряки были охарактеризованы просто как «японские подданные». С договором согласились и британские представители. Таким образом, международное сообщество признало, что Рюкю — японская территория.
В октябре 1872 года министр иностранных дел Японии объявил рюкюскому послу, что Рюкю отныне не государство (коку), а хан, то есть территориальная единица Японии. В 1875 году, после подписания договора с Китаем, на Окинаву прибыл японский посланник Мацуда Митиюки для переговоров с рюкюским ваном Сё Таем об окончательном статусе архипелага. Рюкюские власти выбрали тактику проволочек и всячески оттягивали решение вопроса. Наконец в 1879 году на остров высадился японский десант. 11 марта 1879 года японские солдаты заняли замок Сюри, и Мацуда объявил, что к концу месяца государство (или хан) Рюкю будет считаться префектурой Окинавой и частью японской метрополии.

## Административное деление
В королевстве было три района (яп. 方 хо:): Кунигами (国頭), Накагами (中頭) и Симадзири (島尻), которые примерно соответствуют границам трёх окинавских королевств в период Сандзан. По всему королевству, включая острова Амами, было 57 магири (間切, окинавский: мадзири), по своей концепции они были похожи на современные японские префектуры, но по размерам были ближе к японским городам, посёлкам и деревням. По всей территории Королевства, включая острова Амами, было более 600 деревень (村, окинавский: мура). Также было около 24 сима (島), отдалённых островов, не входящих в магири.

## Список правителей Рюкю
| Имя         | Кандзи   | Годы правления | Годы жизни          | Примечания                                                                   | Династия        |
| ----------- | -------- | -------------- | ------------------- | ---------------------------------------------------------------------------- | --------------- |
| Сюнтэн      | 舜天     | 1187—1237      | 1166—1237           | Сын японского военачальника Минамото-но Тамэтомо, Основатель династии Сюнтэн | Династия Сюнтэн |
| Сюнбадзюнки | 舜馬順熙 | 1238—1248      | 1185—1248           | Сын Сюнтэна                                                                  | Династия Сюнтэн |
| Гихон       | 義本     | 1249—1259      | ок. 1204 — ок. 1260 | Сын Сюнбадзюнки                                                              | Династия Сюнтэн |
| Эйсо        | 英祖     | 1260—1299      | 1229—1299           | Основатель династии Эйсо                                                     | Династия Эйсо   |
| Тайсэй      | 大成     | 1300—1308      | 1247—1308           | Сын Эйсо                                                                     | Династия Эйсо   |
| Эйдзи       | 英慈     | 1309—1313      | 1268—1313           | Сын Тайсэя                                                                   | Династия Эйсо   |

| Имя        | Кандзи | Годы правления | Годы жизни | Примечания                                    | Династия           |
| ---------- | ------ | -------------- | ---------- | --------------------------------------------- | ------------------ |
| Тамагусуку | 玉城   | 1314—1336      | 1296—1336  | Сын Эйдзи                                     | Династия Эйсо      |
| Сэйи       | 西威   | 1336—1349      | 1326—1349  | Сын Тамагусуку                                | Династия Эйсо      |
| Сатто      | 察度   | 1350—1395      | 1321—1395  | Основатель династии Сатто                     | Династия Сатто     |
| Бунэй      | 武寧   | 1396—1406      | 1356—1406  | Сын Сатто                                     | Династия Сатто     |
| Сё Сисё    | 尚思紹 | 1407—1421      | 1354—1421  | Основатель династии Сё                        | Первая династия Сё |
| Сё Хаси    | 尚巴志 | 1422—1439      | 1371—1439  | Старший сын Сё Сисё, последний король Тюдзана | Первая династия Сё |

| Имя        | Кандзи | Годы правления | Годы жизни | Примечания                          |
| ---------- | ------ | -------------- | ---------- | ----------------------------------- |
| Сё Хаси    | 尚巴志 | 1429—1439      | 1371—1439  | Старший сын Сё Сисё, короля Тюдзана |
| Сё Тю      | 尚忠   | 1439—1444      | 1391—1444  | Второй сын Сё Хаси                  |
| Сё Ситацу  | 尚思達 | 1443—1449      | 1408—1449  | Старший сын Сё Тю                   |
| Сё Кимпуку | 尚金福 | 1450—1453      | 1398—1453  | Пятый сын Сё Хаси                   |
| Сё Тайкю   | 尚泰久 | 1454—1460      | 1415—1460  | Седьмой сын Сё Хаси                 |
| Сё Току    | 尚徳   | 1461—1469      | 1441—1469  | Сын Сё Тайкю                        |

| Имя      | Кандзи | Годы правления | Годы жизни | Примечания                                            |
| -------- | ------ | -------------- | ---------- | ----------------------------------------------------- |
| Сё Эн    | 尚円   | 1470—1476      | 1415—1476  | Выходец из крестьянской семьи                         |
| Сё Сенъи | 尚宣威 | 1477           | 1430—1477  | Младший брат предыдущего                              |
| Сё Син   | 尚真   | 1477—1526      | 1456—1526  | Сын Сё Эна                                            |
| Сё Сэй   | 尚清   | 1527—1555      | 1497—1555  | Пятый сын Сё Сина                                     |
| Сё Гэн   | 尚元   | 1556—1572      | 1528—1572  | Второй сын Сё Сэя                                     |
| Сё Эй    | 尚永   | 1573—1588      | 1559—1588  | Второй сын Сё Гэна                                    |
| Сё Нэй   | 尚寧   | 1588—1620      | 1564—1620  | Старший сын принца Сё И, праправнук короля Сё Сина    |
| Сё Хо    | 尚豊   | 1621—1640      | 1590—1640  | Сын принца Сё Кю, внук Сё Гэна                        |
| Сё Кэн   | 尚賢   | 1641—1647      | 1625—1647  | Третий сын Сё Хо                                      |
| Сё Сицу  | 尚質   | 1648—1668      | 1629—1668  | Четвертый сын Сё Хо, младший брат предыдущего         |
| Сё Тэй   | 尚貞   | 1669—1709      | 1645—1709  | Старший сын предыдущего                               |
| Сё Эки   | 尚益   | 1710—1712      | 1678—1712  | Старший сын наследного принца Сё Юна, внук Сё Тэя     |
| Сё Кэй   | 尚敬   | 1713—1751      | 1700—1752  | Старший сын предыдущего                               |
| Сё Боку  | 尚穆   | 1752—1794      | 1739—1794  | Старший сын Сё Кэя                                    |
| Сё Он    | 尚温   | 1795—1802      | 1784—1802  | старший сын наследного принца Сё Тецу, внук Сё Боку   |
| Сё Сэй   | 尚成   | 1803           | 1800—1803  | Единственный сын Сё Она                               |
| Сё Ко    | 尚灝   | 1804—1828      | 1787—1839  | Четвертый сын наследного принца Сё Тецу, внук Сё Боку |
| Сё Ику   | 尚育   | 1829—1847      | 1813—1847  | Старший сын Сё Ко                                     |
| Сё Тай   | 尚泰   | 1848—1879      | 1843—1901  | Второй сын Сё Ику, последний ван Рюкю                 |